# 拔子窩
拔子窩（英語：Pat Tsz Wo）位於香港沙田區火炭的一條村落，隸屬於沙田九約之一的火炭約。拔子窩原為於現今坳背灣街和穗禾路交界一帶，1980年因政府發展火炭工業區而遷到附近的拔子坳上，即拔子窩新村。

## 歷史
清乾隆年間，客家人劉廷瑞由廣東長樂遷到沙田一帶，並於落路下建村定居，再有後人分支到鄰近的禾寮坑、拔子窩和馬料三地。拔子是番石榴的客家話別稱，相傳因該地種滿番石榴而得名。拔子窩已有二百多年歷史，載於1905年批出的集體官契中（包括松頭下和麵房在內），1911年禾寮坑有17名村民。
拔子窩原建有兩排相距不遠的石屋約十數間，村前是大片農田和火炭坑的數條支流匯合之地。1970年代末，香港政府收地發展火炭工業區，在收地範圍內的拔子窩需全部清拆，八戶居民受影響，村民與政府達成協議遷到拔子坳上，新村於1980年落成。政府特意將新村道路命名為拔子窩街，新村建有22座標準三層高丁屋。

## 交通
- 港鐵
  - 東鐵綫：火炭站
- 巴士
  - 九巴
- 專線小巴

## 外部連結
- 居民代表選舉拔子窩（沙田）的劃定現有鄉村範圍（2019至2022年） （页面存档备份，存于）